# Usina Hidrelétrica Passo do Inferno
A Usina Hidrelétrica Passo do Inferno é uma usina produtora de energia elétrica instalada no desfiladeiro do Passo do Inferno, na área rural da cidade de São Francisco de Paula (RS).
Essa usina foi a primeira hidrelétrica projetada e construída, na época, pela Comissão Estadual de Energia Elétrica, tendo iniciado sua operação em setembro de 1948. Foi também, a primeira usina a ser automatizada pela CEEE (Companhia Estadual de Energia Elétrica), em janeiro de 1992. Aproveita o potencial do Rio Santa Cruz, no município de São Francisco de Paula. A turbina é de fabricação sueca (KMW), e o alternador é de fabricação canadense (GE), com 1.665 kVA de potência e tensão de 4.160 volts.
A usina é telecomandada na sede do Sistema Salto, que fica junto a UHE Canastra, no município de Canela. De lá, também são telecomandadas as demais usinas que constituem o Sistema Salto.

## Usinas que constituem o Sistema Salto
- Usina Hidrelétrica de Bugres
- Usina Hidrelétrica de Canastra
- Usina Hidrelétrica Herval
- Usina Hidrelétrica Passo do Inferno
- Usina Hidrelétrica Toca